# Östergötlands läns valkrets
Östergötlands läns valkrets är en egen valkrets vid val till den svenska riksdagen. 

## Mandatantal
I det första valet till enkammarriksdagen 1970 hade valkretsen 15 fasta mandat, ett antal som förblev oförändrat fram till valet 2002 då antalet mandat minskade till 14 stycken. Därtill fick valkretsen två utjämningsmandat i valet 1970, ett i valet 1973, tre i valet 1976, två i valen 1979 och 1982, ett i valet 1985, två i valet 1988, ett i valet 1991 och noll i valet 1994. I valet 2006 hade valkretsen 14 fasta mandat och ett utjämningsmandat.
| 1970 | 1973 | 1976 | 1979 | 1982 | 1985 | 1988 | 1991 | 1994 | 1998 | 2002 | 2006 | 2010 | 2014 | 2018 |
| ---- | ---- | ---- | ---- | ---- | ---- | ---- | ---- | ---- | ---- | ---- | ---- | ---- | ---- | ---- |
| 15   | 15   | 15   | 15   | 15   | 15   | 15   | 15   | 15   | 15   | 15   | 14   | 14   | 14   | 14   |

## Ledamöter i enkammarriksdagen (ej komplett lista)

### 1971–1973
- Per-Olof Strindberg, m
- Kurt Söderström, m
- Anders Dahlgren, c
- Erik Glimnér, c
- Åke Polstam, c
- Gunnar Ericsson, fp (1971–1972)
  - Kersti Swartz, fp (1973)
- Sigvard Rimås, fp (1971–29/10 1972)
  - Eric Peterson, fp (8/11 1972–1973)
- Gillis Augustsson, s
- Astrid Bergegren, s
- Oscar Franzén, s
- Lars Henrikson, s
- Rune Johansson, s (1971–1972)
  - Christer Nilsson, s (1973)
- Lars Larsson, s (1/1–30/4 1971)
  - Börje Runesson, s (25/5 1971–1973)
- Ingemar Leander, s
- Sven Persson, s
- Erik Wärnberg, s
- Nils Berndtson, vpk

### 1974–1975/76
- Per-Olof Strindberg, m
- Kurt Söderström, m
- Anders Dahlgren, c
- Erik Glimnér, c
- Åke Polstam, c
- Marianne Karlsson, c
- Kersti Swartz, fp
- Gillis Augustsson, s
- Oscar Franzén, s
- Lars Henrikson, s
- Maj-Lis Landberg, s
- Ingemar Leander, s
- Carl Lidbom, s (statsråd under mandatperioden)
  - Maria Lagergren, s (ersättare 15/2 1974–1975/76)
- Christer Nilsson, s
- Erik Wärnberg, s
- Nils Berndtson, vpk

### 1976/77–1978/79
- Per-Olof Strindberg, m
- Kurt Söderström, m
- Per Unckel, m
- Anders Dahlgren, c (statsråd 8/10 1976–18/10 1978)
  - Anna Wohlin Andersson, c (ersättare 11/10 1976–18/10 1978)
- Erik Glimnér, c
- Marianne Karlsson, c
- Åke Polstam, c
- Börje Stensson, fp
- Kersti Swartz, fp
- Gillis Augustsson, s
- Lars Henrikson, s
- Torsten Karlsson, s
- Maj-Lis Landberg, s
- Ingemar Leander, s
- Carl Lidbom, s (statsråd 4–7/10 1976)
  - Maria Lagergren, s (ersättare 4–7/10 1976)
- Christer Nilsson, s
- Erik Wärnberg, s
- Nils Berndtson, vpk

### 1979/80–1981/82
- Mona Saint Cyr, m
- Per-Olof Strindberg, m
- Per Unckel, m
- Anders Dahlgren, c (statsråd 12/10 1979–1981/82)
  - Anna Wohlin Andersson, c (ersättare 12/10 1979–1981/82)
- Marianne Karlsson, c
- Åke Polstam, c
- Börje Stensson, fp
- Kersti Swartz, fp
- Lars Henrikson, s
- Torsten Karlsson, s
- Maria Lagergren, s
- Maj-Lis Landberg, s
- Carl Lidbom, s (1979/80–30/4 1982)
  - Inge Carlsson, s (ersättare för Carl Lidbom 15/3–30/4 1982)
  - Inge Carlsson, s (1/5–8/6 1982)
- Christer Nilsson, s
- Sture Thun, s
- Erik Wärnberg, s
- Nils Berndtson, vpk

### 1982/83–1984/85
- Birger Hagård, m
- Mona Saint Cyr, m
- Per-Olof Strindberg, m
- Per Unckel, m
  - Lena Lundblad, m (ersättare 18/11–20/12 1983)
- Anders Dahlgren, c (statsråd 4/10 1982)
- Marianne Karlsson, c
  - Åke Polstam, c (ersättare 30/1–25/3 1984)
- Anna Wohlin Andersson, c
- Börje Stensson, fp
- Ingvar Björk, s
- Inge Carlsson, s
- Torsten Karlsson, s
- Maria Lagergren, s
- Maj-Lis Landberg, s
- Christer Nilsson, s
- Sture Thun, s
- Erik Wärnberg, s (4/10 1982–27/5 1983)
  - Berit Löfstedt, s (31/5 1983–1984/85)
  - Berit Löfstedt, s (ersättare 15/10–14/11 1982)
- Nils Berndtson, vpk

### 1985/86–1987/88
- Birger Hagård, m
- Per-Olof Strindberg, m
- Per Unckel, m (1985/86)
  - Mona Saint Cyr, m (1986/87–1987/88)
- Anders Dahlgren, c (30/9 1985–24/3 1986)
  - Anna Wohlin Andersson, c (25/3 1986–1987/88)
- Marianne Karlsson, c
- Karl-Göran Biörsmark, fp
- Börje Stensson, fp
  - Anna-Brita Hulth, fp (ersättare 15/10–16/11 1986)
- Ingvar Björk, s
- Inge Carlsson, s
- Viola Furubjelke, s
- Torsten Karlsson, s
- Maj-Lis Landberg, s
- Berit Löfstedt, s
- Christer Nilsson, s
- Sture Thun, s
  - Christer Häll, s (ersättare 16/10–16/11 1986)
- Nils Berndtson, vpk
  - Birgit Hansson, vpk (ersättare för Nils Berndtson 1–30/4 1986)

### 1988/89–1990/91
- Birger Hagård, m
- Carl G. Nilsson, m
- Mona Saint Cyr, m
- Roland Larsson, c
- Anna Wohlin Andersson, c (3/10 1988–8/5 1989)
  - Hugo Andersson, c (10/5 1989–1990/91)
- Karl-Göran Biörsmark, fp
  - Börje Stensson, fp (ersättare för Karl-Göran Biörsmark 12/10–11/11 1990)
- Lola Björkquist, fp
- Lars Norberg, mp
  - Loui Bernai, mp (ersättare för Lars Norberg 18/4–13/6 1990)
- Ingvar Björk, s
- Inge Carlsson, s
- Viola Furubjelke, s
- Sonia Karlsson, s
- Torsten Karlsson, s
- Maj-Inger Klingvall, s
- Berit Löfstedt, s
- Sture Thun, s
  - Christer Häll, s (ersättare 11/11–13/12 1989)
- Elisabeth Persson, vpk/v

### 1991/92–1993/94
- Birger Hagård, m
- Pehr Löfgreen, m
- Carl G. Nilsson, m
- Mona Saint Cyr, m
  - Anna Lindgren, m (ersättare 21/10–20/11 1992)
  - Anna Stråkander, m (ersättare 11/11–10/12 1991)
- Roland Larsson, c
- Dan Ericsson, kds
- Karl-Göran Biörsmark, fp
  - Lola Björkquist, fp (ersättare för Karl-Göran Biörsmark 12/10–11/11 1991)
  - Lola Björkquist, fp (ersättare för Karl-Göran Biörsmark 17/10–16/11 1992)
- Bert Karlsson, nyd
- Ingvar Björk, s
- Inge Carlsson, s
- Viola Furubjelke, s
- Sonia Karlsson, s
- Maj-Inger Klingvall, s
- Berit Löfstedt, s
- Lars Stjernkvist, s
- Elisabeth Persson, v

### 1994/95–1997/98
- Birger Hagård, m
- Carl G. Nilsson, m
- Per Unckel, m (statsråd 3–7/10 1994)
  - Anders Borg, m (ersättare för Per Unckel 3–7/10 1994)
- Roland Larsson, c
- Karl-Göran Biörsmark, fp
- Dan Ericsson, kds/kd
- Birger Schlaug, mp
- Inge Carlsson, s
- Viola Furubjelke, s
- Sonia Karlsson, s
- Maj-Inger Klingvall, s (statsråd 23/3 1996–1997/98)
  - Berndt Sköldestig, s (stadsrådsersättare 25/3 1996–31/5 1998, ordinarie ledamot från 1/6 1998)
  - Pernilla Mobeck, s (statsrådsersättare från 1/6 1998)
- Berit Löfstedt, s
- Lars Stjernkvist, s (1994/95–31/5 1998)
- Conny Öhman, s
- Britt-Marie Danestig-Olofsson, v

### 1998/99–2001/02
- Lena Ek, c[3]
- Karl-Göran Biörsmark, fp[3]
- Yvonne Andersson, kd[3]
- Dan Ericsson, kd[3] (1998/99–3/9 2000)
- Gunnar Axén, m[3]
- Stefan Hagfeldt, m[3]
- Carl G. Nilsson, m[3]
- Per Unckel, m[3]
- Helena Hillar Rosenqvist, mp[3]
- Inge Carlsson, s[3]
- Viola Furubjelke, s[3]
- Sonia Karlsson, s[3]
- Maj-Inger Klingvall, s[3] (statsråd 1998/99–15/11 2001)
  - Anne Ludvigsson, s (ersättare för Maj-Inger Klingvall)
- Berndt Sköldestig, s[3]
- Conny Öhman, s[3]
- Britt-Marie Danestig, v[3]
- Carlinge Wisberg, v[3]

### 2002/03–2005/06
- Lena Ek, c[4] (2002/03–19/7 2004)
  - Staffan Danielsson, c (ersättare för Lena Ek 9/10–8/11 2003)
  - Staffan Danielsson, c (20/7 2004–2005/06)
- Linnéa Darell, fp[4]
- Karin Granbom, fp[4]
- Yvonne Andersson, kd[4]
- Sven Brus, kd[4]
- Gunnar Axén, m[4]
- Anna Lindgren, m[4]
- Per Unckel, m[4] (30/9–31/12 2002)
- Helena Hillar Rosenqvist, mp[4]
- Billy Gustafsson, s[4]
- Sonia Karlsson, s[4]
- Anne Ludvigsson, s[4]
- Johan Löfstrand, s[4]
- Louise Malmström, s[4]
- Berndt Sköldestig, s[4]
- Conny Öhman, s[4]
- Britt-Marie Danestig, v[4]

### 2006/07–2009/10
- Staffan Danielsson, c[5]
- Karin Granbom, fp[5]
- Yvonne Andersson, kd[5]
- Gunnar Axén, m[5]
- Gunilla Carlsson, m[5]
- Betty Malmberg, m[5]
- Andreas Norlén, m[5]
  - Finn Bengtsson, m (ersättare 6/10 2006–2009/10)
- Peter Eriksson, mp[5]
- Aleksander Gabelic, s[5]
- Billy Gustafsson, s[5]
- Sonia Karlsson, s[5]
- Anne Ludvigsson, s[5]
- Johan Löfstrand, s[5]
- Louise Malmström, s[5]
- Torbjörn Björlund, v[5]

### 2010/11–2013/14
- Staffan Danielsson, C[6]
- Karin Granbom Ellison, FP[6]
  - Mathias Sundin, FP (ersättare för Karin Granbom 1/5–31/12 2012)
- Yvonne Andersson, KD[6]
- Gunnar Axén, M[6]
- Finn Bengtsson, M[6]
- Gunilla Carlsson, M[6] (statsråd 4/10 2010–17/9 2013)
  - Betty Malmberg, M (ersättare för Gunilla Carlsson 4/10 2010–17/9 2013; ledamot 18/9 2013–2013/14)
- Andreas Norlén, M[6]
- Annika Lillemets, MP[6]
- Johan Andersson, S[6]
- Billy Gustafsson, S[6]
- Johan Löfstrand, S[6]
- Louise Malmström, S[6]
- Anna-Lena Sörenson, S[6]
- Thoralf Alfsson, SD[6]
- Torbjörn Björlund, V[6]

### 2014/15–2017/18
- Lena Ek, C[7] (29/9 2014–31/7 2015; statsråd 29/9–3/10 2014)
  - Staffan Danielsson, C (ersättare för Lena Ek 29/9–3/10 2014)
  - Staffan Danielsson, C (från 1/8 2015)
- Mathias Sundin, FP/L[7]
- Magnus Oscarsson, KD[7]
- Finn Bengtsson, M[7]
- Betty Malmberg, M[7]
- Andreas Norlén, M[7]
  - John Widegren, M (ersättare för Andreas Norlén 11/9–31/12 2017)
- Annika Lillemets, MP[7]
- Johan Andersson, S[7]
- Teresa Carvalho, S[7]
  - Eva Lindh, S (ersättare för Teresa Carvalho 18/4 2016–1/1 2017)
- Johan Löfstrand, S[7]
  - Eva Lindh, S (ersättare för Johan Löfstrand 1/9–31/12 2015)
  - Eva Lindh, S (ersättare för Johan Löfstrand 27/2–30/6 2017)
- Mattias Ottosson, S[7]
- Anna-Lena Sörenson, S[7]
- Runar Filper, SD[7]
- Peter Lundgren, SD[7] (29/9 2014)
  - Cassandra Sundin, SD (från 30/9 2014)
- Linda Snecker, V[7]

### 2018/19–2021/22
- Magnus Ek, C[8]
- Magnus Oscarsson, KD[8]
- Juno Blom, L[8]
- Betty Malmberg, M[8]
- Andreas Norlén, M[8] (talman)
  - John Widegren, M (ersättare för Andreas Norlén)
- John Weinerhall, M[8]
- Rebecka Le Moine, MP[8]
  - Margareta Fransson, MP (ersättare för Rebecka Le Moine 19/9 2021–19/3 2022)
- Johan Andersson, S[8]
- Teresa Carvalho, S[8]
  - Erica Nådin, S (ersättare för Teresa Carvalho 11/2–30/11 2019)
- Eva Lindh, S[8]
- Johan Löfstrand, S[8]
- Mattias Ottosson, S[8]
- Jonas Andersson, SD[8]
- Jörgen Grubb, SD[8]
- Markus Wiechel, SD[8]
  - Christina Nilsson, SD (ersättare för Markus Wiechel 20/10–24/11 2021)
- Linda Westerlund Snecker, V[8]

### 2022/23–2025/26
- Muharrem Demirok, C[9]
- Magnus Oscarsson, KD[9]
- Juno Blom, L[9]
- Andreas Norlén, M[9]
- John E. Weinerhall, M[9]
- John Widegren, M[9]
- Rebecka Le Moine, MP[9]
- Johan Andersson, S[9]
- Teresa Carvalho, S[9]
- Eva Lindh, S[9]
- Johan Löfstrand, S[9]
- Mattias Ottosson, S[9]
- Johan Andersson, SD[9]
- Clara Aranda, SD[9]
- Aron Emilsson, SD[9]
- Sven-Olof Sällström, SD[9]
  - Göran Hargestam utsågs till ordinarie riksdagsledamot från och med 15 mars 2024 sedan Sällström avlidit.[10]
- Linda Westerlund Snecker, V[9]

## Tvåkammarriksdagen

### Ledamöter i första kammaren
När tvåkammarriksdagen inrättades 1866 blev Östergötlands län i första kammaren en egen valkrets med åtta mandat. År 1873 bröts Norrköping ut och bildade Norrköpings valkrets i samband med att staden lämnat Östergötlands läns landsting. Resten av Östergötlands län behöll inledningsvis åtta mandat, men år 1875 sänktes antalet till sju, för att sedan på nytt höjas till åtta år 1878 och åter sänkas till sju år 1884. Vid förstakammarvalet 1921 återförenades hela länet till en valkrets som formellt betecknades Östergötlands läns med Norrköpings valkrets. Antalet mandat för den sammanslagna valkretsen var åtta vid valen 1921–1940 och från valet 1948 sju.

#### 1867–1911 (successivt förnyade mandat)
- Carl Fredrik Bergstedt (1867–1875)
  - Harald Spens (1876–1879)
    - Bengt Rääf (1880–1886)
      - Philip Klingspor, prot 1888–1909, fh 1910–1911 (1887–1911)

- Axel Dickson (1867–1870)
  - Axel Adelswärd (lagtima riksmötet 1871–1879)
    - Robert De la Gardie (1880–1888)
      - Sixten Flach, prot (1889–1897)
        - Ludvig Eklund, prot (1/1–17/7 1898)
          - Hugo Hedenstierna, prot (1899–1907)
            - Julius Juhlin, prot 1908–1909, fh 1910–1911 (1908–1911)

- Carl Edvard Ekman, skån 1873–1885, min 1888–1893 (1867–1893)
  - Niklas Fosser, prot (1894–1907)
    - Gunnar Ekelund, prot 1908–1909, fh 1910–1911 (1908–1911)

- Fredrik Alexander Funck (1867–28/5 1874)

- Eric af Klint (1867–1875)
  - Adam Reuterskiöld (1876–12/2 1880)
    - Victor von Post, prot 1888–1898 (30/3 1880–1898)
      - Josua Kjellgren (1899–26/2 1901)
        - Gustaf Andersson i Kolstad, prot 1901–1909, fh 1910–1911 (4/4 1901–1911)

- Julius Oscar Mörner (1867–1884)

- Charles Piper, kons (1867–1869)
  - Pontus af Burén (1870–lagtima riksmötet 1871)
    - Rudolph Abelin, prot 1888–1898 (urtima riksmötet 1871–1898)
      - Axel Danckwardt-Lillieström (1899–1903)
        - Johan Beck-Friis, prot 1904–1909, fh 1910–1911 (1904–1911)

- Gustaf af Ugglas, min 1867 (1867–1875)
  - Pehr Sjöbring (1876–1879)
    - Carl Johan Pettersson (1880–1882)
      - Charles Piper (1883)
        - Melker Falkenberg af Bålby (1884–1887)
          - John Örwall (1888–1890)
            - Ludvig Douglas, prot (1891–1901)
              - Carl Rydberg, prot (1902–1906)
                - Ludvig Douglas, prot 1907–1909, fh 1910–1911 (1907–1911)

- Gustaf Andersson i Källstad (1879–1882)
  - Niklas Fosser (1883–1887)
    - Gustaf Andersson i Kolstad, prot (1888–1899)
      - Harald Spens (1900–1907))
        - Herman Fleming, prot 1908–1909, fh 1910–1911 (1908–1911)

#### 1912–1913
- Gustaf Andersson, n (1912–8/3 1913)
  - Bror Kjellgren, n (28/3–31/12 1913)
- Johan Beck-Friis, n
- Gunnar Ekelund, n
- Herman Fleming, n
- Philip Klingspor, n
- Fredrik Berglund, lib s
- David Bergström, lib s

#### 1914–lagtima riksmötet 1919
- Johan Beck-Friis, n 1914–1915, moderat vilde 1916–1917, n 1918–1919
- Gunnar Ekelund, n
- Herman Fleming, n
- Bror Kjellgren, n
- Philip Klingspor, n
- Fredrik Berglund, lib s
- David Bergström, lib s (1914–1915)
  - Johan Alfred Hedenström, lib s (24/1 1916–1919)

#### Urtima riksmötet 1919
- Herman Fleming, n
- Gösta Andersson, jfg
- Karl Gustaf Westman, jfg
- Johan Alfred Hedenström, lib s
- Albert Bergström, s
- Einar Thulin, s
- Axel Träff, s

#### 1920–1921
- Herman Fleming, n
- Gösta Andersson, jfg
- Karl Gustaf Westman, jfg
- Theodor Adelswärd, lib s
- Albert Bergström, s
- Einar Thulin, s
- Axel Träff, s

#### 1922–1924
- Herman Fleming, n
- Carl Swartz, n
- Karl Andersson, bf
- Karl Gustaf Westman, bf
- Theodor Adelswärd, lib s 1922–1923, lib 1924
- Albert Bergström, s
- Nils Lindstrand, s
- Einar Thulin, s

#### 1925–1932
- Carl Gustaf Hammarskjöld, n
- Carl Swartz, n (1925–1926)
  - Johan Beck-Friis, n (1927–1929)
    - Israel Lagerfelt, n (1930–1932)
- Karl Andersson, bf
- Karl Gustaf Westman, bf
- David Bergström, fris
- Albert Bergström, s
- Oscar Olsson, s
- Einar Thulin, s

#### 1933–1940
- Gustaf Adolf Björkman, n 1933–1934, h 1935–1940
- Israel Lagerfelt, n 1933–1934, h 1935–1940
- David Pettersson, n 1933–1934, h 1935–1940
- Karl Gustaf Westman, bf
- Albert Bergström, s
- Gottfrid Karlsson, s
- Viktor Larsson, s (1933–1939)
  - Einar Thulin, s (1940)
- Oscar Olsson, s

#### 1941–1948
- Ivar Anderson, h
- Israel Lagerfelt, h (1941–1943)
  - Josef Hagman, h (1944–1947)
    - Sven Hollertz, h (1948)
- Karl Gustaf Westman, bf (1941–5/10 1943)
  - Karl Allan Westman, bf (6/10 1943–1947)
    - Ivar Nilzon, bf (1948)
- Bengt Elmgren, s
- Frans Ericson, s
- Gottfrid Karlsson, s
- Oscar Olsson, s
- Einar Thulin, s (1/1–11/9 1941)
  - Fritz Ekholm, s (7/11–31/12 1941)

#### 1949–1956
- Carl Eskilsson, h
- Ivar Nilzon, bf
- Johan Sunne, fp
- Bengt Elmgren, s
- Karl Falk, s
- Albert Hermansson, s
- Gottfrid Karlsson, s (1949–29/6 1953)
  - Nils Strandler, s (19/10 1953–1956)

#### 1957–1964
- Carl Eskilsson, h
- Ivar Johansson, bf/c
- Johan Sunne, fp (1957–1960)
  - Eric Peterson, fp (1961–1964)
- Bengt Elmgren, s
- Lars Larsson, s
- Nils Strandler, s (1957–1960)
  - Gillis Augustsson, s (1961–1964)
- Erik Wärnberg, s

#### 1965–1970
- Carl Eskilsson, h/m
- Ivar Johansson, c
- Eric Peterson, fp
- Gillis Augustsson, s
- Bengt Elmgren, s (1965–5/2 1966)
  - Maj-Lis Landberg, s (18/2 1966–1970)
- Lars Larsson, s
- Erik Wärnberg, s

#### Valresultat

##### 1880 (första)
| Förstakammarvalet i Sverige 1880: Östergötlands läns valkrets | Förstakammarvalet i Sverige 1880: Östergötlands läns valkrets | Förstakammarvalet i Sverige 1880: Östergötlands läns valkrets | Förstakammarvalet i Sverige 1880: Östergötlands läns valkrets | Förstakammarvalet i Sverige 1880: Östergötlands läns valkrets |
| Kandidat                                                      | Kandidat                                                      | Röster                                                        | Röster                                                        | Röster                                                        |
| Kandidat                                                      | Kandidat                                                      | Antal                                                         | %                                                             | +− %                                                          |
| ------------------------------------------------------------- | ------------------------------------------------------------- | ------------------------------------------------------------- | ------------------------------------------------------------- | ------------------------------------------------------------- |
|                                                               | Victor von Post                                               | 43                                                            | 70,5                                                          | Ny                                                            |
|                                                               | Närmaste kandidat                                             | 17                                                            | 27,9                                                          |                                                               |
|                                                               | Övriga kandidater                                             | 1                                                             | 1,6                                                           |                                                               |
| Antal giltiga röster                                          | Antal giltiga röster                                          | 61                                                            |                                                               |                                                               |
| Kasserade röster                                              | Kasserade röster                                              | 0                                                             |                                                               |                                                               |
| Totalt                                                        | Totalt                                                        | 61                                                            |                                                               |                                                               |

Valet hölls den 22 mars 1880 för den avlidne Adam Reuterskiölds mandat. Valkretsen hade 61 valmän och samtliga deltog i valet.

##### 1880 (andra)
| Förstakammarvalet i Sverige 1880: Östergötlands läns valkrets | Förstakammarvalet i Sverige 1880: Östergötlands läns valkrets | Förstakammarvalet i Sverige 1880: Östergötlands läns valkrets | Förstakammarvalet i Sverige 1880: Östergötlands läns valkrets | Förstakammarvalet i Sverige 1880: Östergötlands läns valkrets |
| Kandidat                                                      | Kandidat                                                      | Röster                                                        | Röster                                                        | Röster                                                        |
| Kandidat                                                      | Kandidat                                                      | Antal                                                         | %                                                             | +− %                                                          |
| ------------------------------------------------------------- | ------------------------------------------------------------- | ------------------------------------------------------------- | ------------------------------------------------------------- | ------------------------------------------------------------- |
|                                                               | Gustaf Rudolf Abelin                                          | 39                                                            | 65,0                                                          |                                                               |
|                                                               | Närmaste kandidat                                             | 9                                                             | 15,0                                                          |                                                               |
|                                                               | Övriga kandidater                                             | 12                                                            | 20,0                                                          |                                                               |
| Antal giltiga röster                                          | Antal giltiga röster                                          | 60                                                            |                                                               |                                                               |
| Kasserade röster                                              | Kasserade röster                                              | 1                                                             |                                                               |                                                               |
| Totalt                                                        | Totalt                                                        | 61                                                            |                                                               |                                                               |

Valet hölls den 21 september 1880 för Gustaf Rudolf Abelins mandat. Valkretsen hade 61 valmän och samtliga deltog i valet.

##### 1888 (första)
| Förstakammarvalet i Sverige 1888: Östergötlands läns valkrets | Förstakammarvalet i Sverige 1888: Östergötlands läns valkrets | Förstakammarvalet i Sverige 1888: Östergötlands läns valkrets | Förstakammarvalet i Sverige 1888: Östergötlands läns valkrets | Förstakammarvalet i Sverige 1888: Östergötlands läns valkrets |
| Kandidat                                                      | Kandidat                                                      | Röster                                                        | Röster                                                        | Röster                                                        |
| Kandidat                                                      | Kandidat                                                      | Antal                                                         | %                                                             | +− %                                                          |
| ------------------------------------------------------------- | ------------------------------------------------------------- | ------------------------------------------------------------- | ------------------------------------------------------------- | ------------------------------------------------------------- |
|                                                               | John Örwall                                                   | 62                                                            | 96,9                                                          | Ny                                                            |
|                                                               | Övriga kandidater                                             | 2                                                             | 3,1                                                           |                                                               |
| Antal giltiga röster                                          | Antal giltiga röster                                          | 64                                                            |                                                               |                                                               |
| Kasserade röster                                              | Kasserade röster                                              | 0                                                             |                                                               |                                                               |
| Totalt                                                        | Totalt                                                        | 64                                                            |                                                               |                                                               |

| Förstakammarvalet i Sverige 1888: Östergötlands läns valkrets | Förstakammarvalet i Sverige 1888: Östergötlands läns valkrets | Förstakammarvalet i Sverige 1888: Östergötlands läns valkrets | Förstakammarvalet i Sverige 1888: Östergötlands läns valkrets | Förstakammarvalet i Sverige 1888: Östergötlands läns valkrets |
| Kandidat                                                      | Kandidat                                                      | Röster                                                        | Röster                                                        | Röster                                                        |
| Kandidat                                                      | Kandidat                                                      | Antal                                                         | %                                                             | +− %                                                          |
| ------------------------------------------------------------- | ------------------------------------------------------------- | ------------------------------------------------------------- | ------------------------------------------------------------- | ------------------------------------------------------------- |
|                                                               | Gustaf Andersson i Kolstad (prot)                             | 24                                                            | 37,5                                                          | Ny                                                            |
|                                                               | Närmaste kandidat                                             | 21                                                            | 32,8                                                          |                                                               |
|                                                               | Övriga kandidater                                             | 19                                                            | 29,7                                                          |                                                               |
| Antal giltiga röster                                          | Antal giltiga röster                                          | 64                                                            |                                                               |                                                               |
| Kasserade röster                                              | Kasserade röster                                              | 0                                                             |                                                               |                                                               |
| Totalt                                                        | Totalt                                                        | 64                                                            |                                                               |                                                               |

Valet hölls den 9 januari 1888 för Melker Falkenbergs och Niklas Fossers mandat. Valkretsen hade 64 valmän och samtliga deltog i valet. Örwall valdes för Falkenbergs mandat och Andersson för Fossers mandat.

##### 1888 (andra)
| Förstakammarvalet i Sverige 1888: Östergötlands läns valkrets | Förstakammarvalet i Sverige 1888: Östergötlands läns valkrets | Förstakammarvalet i Sverige 1888: Östergötlands läns valkrets | Förstakammarvalet i Sverige 1888: Östergötlands läns valkrets | Förstakammarvalet i Sverige 1888: Östergötlands läns valkrets |
| Kandidat                                                      | Kandidat                                                      | Röster                                                        | Röster                                                        | Röster                                                        |
| Kandidat                                                      | Kandidat                                                      | Antal                                                         | %                                                             | +− %                                                          |
| ------------------------------------------------------------- | ------------------------------------------------------------- | ------------------------------------------------------------- | ------------------------------------------------------------- | ------------------------------------------------------------- |
|                                                               | Sixten Flach (prot)                                           | 38                                                            | 62,3                                                          | Ny                                                            |
|                                                               | Närmaste kandidat                                             | 14                                                            | 23,0                                                          |                                                               |
|                                                               | Övriga kandidater                                             | 9                                                             | 14,7                                                          |                                                               |
| Antal giltiga röster                                          | Antal giltiga röster                                          | 61                                                            |                                                               |                                                               |
| Kasserade röster                                              | Kasserade röster                                              | 5                                                             |                                                               |                                                               |
| Totalt                                                        | Totalt                                                        | 66                                                            |                                                               |                                                               |

Valet hölls den 18 september 1888 för Robert De la Gardies mandat. Valkretsen hade 66 valmän och samtliga deltog i valet.

##### 1889
| Förstakammarvalet i Sverige 1889: Östergötlands läns valkrets | Förstakammarvalet i Sverige 1889: Östergötlands läns valkrets | Förstakammarvalet i Sverige 1889: Östergötlands läns valkrets | Förstakammarvalet i Sverige 1889: Östergötlands läns valkrets | Förstakammarvalet i Sverige 1889: Östergötlands läns valkrets |
| Kandidat                                                      | Kandidat                                                      | Röster                                                        | Röster                                                        | Röster                                                        |
| Kandidat                                                      | Kandidat                                                      | Antal                                                         | %                                                             | +− %                                                          |
| ------------------------------------------------------------- | ------------------------------------------------------------- | ------------------------------------------------------------- | ------------------------------------------------------------- | ------------------------------------------------------------- |
|                                                               | Victor von Post (prot)                                        | 57                                                            | 87,7                                                          | ▲17,2                                                         |
|                                                               | Närmaste kandidat                                             | Okänt                                                         | Okänt                                                         |                                                               |
| Antal giltiga röster                                          | Antal giltiga röster                                          | 65                                                            |                                                               |                                                               |
| Kasserade röster                                              | Kasserade röster                                              | 0                                                             |                                                               |                                                               |
| Totalt                                                        | Totalt                                                        | 65                                                            |                                                               |                                                               |

| Förstakammarvalet i Sverige 1889: Östergötlands läns valkrets | Förstakammarvalet i Sverige 1889: Östergötlands läns valkrets | Förstakammarvalet i Sverige 1889: Östergötlands läns valkrets | Förstakammarvalet i Sverige 1889: Östergötlands läns valkrets | Förstakammarvalet i Sverige 1889: Östergötlands läns valkrets |
| Kandidat                                                      | Kandidat                                                      | Röster                                                        | Röster                                                        | Röster                                                        |
| Kandidat                                                      | Kandidat                                                      | Antal                                                         | %                                                             | +− %                                                          |
| ------------------------------------------------------------- | ------------------------------------------------------------- | ------------------------------------------------------------- | ------------------------------------------------------------- | ------------------------------------------------------------- |
|                                                               | Gustaf Rudolf Abelin (prot)                                   | 48                                                            | 73,8                                                          | ▲8,8                                                          |
|                                                               | Närmaste kandidat                                             | 17                                                            | 26,2                                                          |                                                               |
| Antal giltiga röster                                          | Antal giltiga röster                                          | 65                                                            |                                                               |                                                               |
| Kasserade röster                                              | Kasserade röster                                              | 0                                                             |                                                               |                                                               |
| Totalt                                                        | Totalt                                                        | 65                                                            |                                                               |                                                               |

Valet hölls den 17 september 1889 för Gustaf Rudolf Abelin och Victor von Posts mandat. Valkretsen hade 66 valmän och av dem deltog 65 i valet.

##### 1890
| Förstakammarvalet i Sverige 1890: Östergötlands läns valkrets | Förstakammarvalet i Sverige 1890: Östergötlands läns valkrets | Förstakammarvalet i Sverige 1890: Östergötlands läns valkrets | Förstakammarvalet i Sverige 1890: Östergötlands läns valkrets | Förstakammarvalet i Sverige 1890: Östergötlands läns valkrets |
| Kandidat                                                      | Kandidat                                                      | Röster                                                        | Röster                                                        | Röster                                                        |
| Kandidat                                                      | Kandidat                                                      | Antal                                                         | %                                                             | +− %                                                          |
| ------------------------------------------------------------- | ------------------------------------------------------------- | ------------------------------------------------------------- | ------------------------------------------------------------- | ------------------------------------------------------------- |
|                                                               | Ludvig Douglas (prot)                                         | 46                                                            | 70,8                                                          | Ny                                                            |
|                                                               | Närmaste kandidat                                             | 18                                                            | 27,7                                                          |                                                               |
|                                                               | Övriga kandidater                                             | 1                                                             | 1,5                                                           |                                                               |
| Antal giltiga röster                                          | Antal giltiga röster                                          | 65                                                            |                                                               |                                                               |
| Kasserade röster                                              | Kasserade röster                                              | 0                                                             |                                                               |                                                               |
| Totalt                                                        | Totalt                                                        | 65                                                            |                                                               |                                                               |

Valet hölls den 16 september 1890 för John Örwalls mandat efter Örwalls avsägning. Valkretsen hade 65 valmän och samtliga deltog i valet.

##### 1893
| Förstakammarvalet i Sverige 1893: Östergötlands läns valkrets | Förstakammarvalet i Sverige 1893: Östergötlands läns valkrets | Förstakammarvalet i Sverige 1893: Östergötlands läns valkrets | Förstakammarvalet i Sverige 1893: Östergötlands läns valkrets | Förstakammarvalet i Sverige 1893: Östergötlands läns valkrets |
| Kandidat                                                      | Kandidat                                                      | Röster                                                        | Röster                                                        | Röster                                                        |
| Kandidat                                                      | Kandidat                                                      | Antal                                                         | %                                                             | +− %                                                          |
| ------------------------------------------------------------- | ------------------------------------------------------------- | ------------------------------------------------------------- | ------------------------------------------------------------- | ------------------------------------------------------------- |
|                                                               | Niklas Fosser (prot)                                          | 52                                                            | 77,6                                                          | Ny                                                            |
|                                                               | Närmaste kandidat                                             | 6                                                             | 9,0                                                           |                                                               |
|                                                               | Övriga kandidater                                             | 9                                                             | 13,4                                                          |                                                               |
| Antal giltiga röster                                          | Antal giltiga röster                                          | 67                                                            |                                                               |                                                               |
| Kasserade röster                                              | Kasserade röster                                              | 0                                                             |                                                               |                                                               |
| Totalt                                                        | Totalt                                                        | 67                                                            |                                                               |                                                               |

Valet hölls den 19 september 1893 för Carl Edvard Ekmans mandat. Valkretsen hade 67 valmän och samtliga deltog i valet.

##### 1895
| Förstakammarvalet i Sverige 1895: Östergötlands läns valkrets | Förstakammarvalet i Sverige 1895: Östergötlands läns valkrets | Förstakammarvalet i Sverige 1895: Östergötlands läns valkrets | Förstakammarvalet i Sverige 1895: Östergötlands läns valkrets | Förstakammarvalet i Sverige 1895: Östergötlands läns valkrets |
| Kandidat                                                      | Kandidat                                                      | Röster                                                        | Röster                                                        | Röster                                                        |
| Kandidat                                                      | Kandidat                                                      | Antal                                                         | %                                                             | +− %                                                          |
| ------------------------------------------------------------- | ------------------------------------------------------------- | ------------------------------------------------------------- | ------------------------------------------------------------- | ------------------------------------------------------------- |
|                                                               | Philip Klingspor (prot)                                       | 61                                                            | 93,9                                                          |                                                               |
|                                                               | Närmaste kandidat                                             | 2                                                             | 3,1                                                           |                                                               |
|                                                               | Övriga kandidater                                             | 2                                                             | 3,1                                                           |                                                               |
| Antal giltiga röster                                          | Antal giltiga röster                                          | 65                                                            |                                                               |                                                               |
| Kasserade röster                                              | Kasserade röster                                              | 0                                                             |                                                               |                                                               |
| Totalt                                                        | Totalt                                                        | 65                                                            |                                                               |                                                               |

Valet hölls den 17 september 1895 för Philip Klingspors mandat som omvaldes. Valkretsen hade 67 valmän och samtliga deltog i valet.

##### 1896
| Förstakammarvalet i Sverige 1896: Östergötlands läns valkrets | Förstakammarvalet i Sverige 1896: Östergötlands läns valkrets | Förstakammarvalet i Sverige 1896: Östergötlands läns valkrets | Förstakammarvalet i Sverige 1896: Östergötlands läns valkrets | Förstakammarvalet i Sverige 1896: Östergötlands läns valkrets |
| Kandidat                                                      | Kandidat                                                      | Röster                                                        | Röster                                                        | Röster                                                        |
| Kandidat                                                      | Kandidat                                                      | Antal                                                         | %                                                             | +− %                                                          |
| ------------------------------------------------------------- | ------------------------------------------------------------- | ------------------------------------------------------------- | ------------------------------------------------------------- | ------------------------------------------------------------- |
|                                                               | Gustaf Andersson i Kolstad (prot)                             | 60                                                            | 90,9                                                          | ▲53,4                                                         |
|                                                               | Närmaste kandidat                                             | 6                                                             | 9,1                                                           |                                                               |
| Antal giltiga röster                                          | Antal giltiga röster                                          | 66                                                            |                                                               |                                                               |
| Kasserade röster                                              | Kasserade röster                                              | 0                                                             |                                                               |                                                               |
| Totalt                                                        | Totalt                                                        | 66                                                            |                                                               |                                                               |

Valet hölls den 22 september 1896 för Gustaf Andersson i Kolstads mandat som omvaldes. Valkretsen hade 66 valmän och samtliga deltog i valet.

##### 1897
| Förstakammarvalet i Sverige 1897: Östergötlands läns valkrets | Förstakammarvalet i Sverige 1897: Östergötlands läns valkrets | Förstakammarvalet i Sverige 1897: Östergötlands läns valkrets | Förstakammarvalet i Sverige 1897: Östergötlands läns valkrets | Förstakammarvalet i Sverige 1897: Östergötlands läns valkrets |
| Kandidat                                                      | Kandidat                                                      | Röster                                                        | Röster                                                        | Röster                                                        |
| Kandidat                                                      | Kandidat                                                      | Antal                                                         | %                                                             | +− %                                                          |
| ------------------------------------------------------------- | ------------------------------------------------------------- | ------------------------------------------------------------- | ------------------------------------------------------------- | ------------------------------------------------------------- |
|                                                               | Ludvig Eklund (prot)                                          | 44                                                            | 66,7                                                          | Ny                                                            |
|                                                               | Axel Danckwardt-Lillieström                                   | 21                                                            | 31,8                                                          |                                                               |
|                                                               | Godsägare Gunnar Ekelund på Hult                              | 1                                                             | 1,5                                                           |                                                               |
| Antal giltiga röster                                          | Antal giltiga röster                                          | 66                                                            |                                                               |                                                               |
| Kasserade röster                                              | Kasserade röster                                              | 0                                                             |                                                               |                                                               |
| Totalt                                                        | Totalt                                                        | 66                                                            |                                                               |                                                               |

Valet hölls den 21 september 1897 för Sixten Flachs mandat. Valkretsen hade 66 valmän och samtliga deltog i valet.

##### 1898
| Förstakammarvalet i Sverige 1898: Östergötlands läns valkrets 3 mandat | Förstakammarvalet i Sverige 1898: Östergötlands läns valkrets 3 mandat | Förstakammarvalet i Sverige 1898: Östergötlands läns valkrets 3 mandat | Förstakammarvalet i Sverige 1898: Östergötlands läns valkrets 3 mandat | Förstakammarvalet i Sverige 1898: Östergötlands läns valkrets 3 mandat |
| Kandidat                                                               | Kandidat                                                               | Röster                                                                 | Röster                                                                 | Röster                                                                 |
| Kandidat                                                               | Kandidat                                                               | Antal                                                                  | %                                                                      | +− %                                                                   |
| ---------------------------------------------------------------------- | ---------------------------------------------------------------------- | ---------------------------------------------------------------------- | ---------------------------------------------------------------------- | ---------------------------------------------------------------------- |
|                                                                        | Hugo Hedenstierna (prot)                                               | 60                                                                     | -                                                                      | Ny                                                                     |
|                                                                        | Axel Danckwardt-Lillieström (partilös)                                 | 59                                                                     | -                                                                      | Ny                                                                     |
|                                                                        | Josua Hezekiel Kjellgren (partilös)                                    | 42                                                                     | -                                                                      | Ny                                                                     |
|                                                                        | Greve N. C. Mörner                                                     | 24                                                                     | -                                                                      |                                                                        |
|                                                                        | Carl Rydberg                                                           | 7                                                                      | -                                                                      |                                                                        |
|                                                                        | Johan Hjelmérus                                                        | 1                                                                      | -                                                                      |                                                                        |
|                                                                        | Godsägare Gunnar Ekelund på Hult                                       | 1                                                                      | -                                                                      |                                                                        |
|                                                                        | Godsägare Rääf på Buhlsjö                                              | 1                                                                      | -                                                                      |                                                                        |
| Antal giltiga röster                                                   | Antal giltiga röster                                                   | 195                                                                    |                                                                        |                                                                        |
| Kasserade röster                                                       | Kasserade röster                                                       | 0                                                                      |                                                                        |                                                                        |
| Totalt                                                                 | Totalt                                                                 | 195                                                                    |                                                                        |                                                                        |

Valet hölls den 20 september 1898 för Gustaf Rudolf Abelins, Victor von Posts samt den avlidne Ludvig Eklunds mandat. Valkretsen hade 65 valmän och samtliga deltog i valet.

##### 1899
| Förstakammarvalet i Sverige 1899: Östergötlands läns valkrets 2 mandat | Förstakammarvalet i Sverige 1899: Östergötlands läns valkrets 2 mandat | Förstakammarvalet i Sverige 1899: Östergötlands läns valkrets 2 mandat | Förstakammarvalet i Sverige 1899: Östergötlands läns valkrets 2 mandat | Förstakammarvalet i Sverige 1899: Östergötlands läns valkrets 2 mandat |
| Kandidat                                                               | Kandidat                                                               | Röster                                                                 | Röster                                                                 | Röster                                                                 |
| Kandidat                                                               | Kandidat                                                               | Antal                                                                  | %                                                                      | +− %                                                                   |
| ---------------------------------------------------------------------- | ---------------------------------------------------------------------- | ---------------------------------------------------------------------- | ---------------------------------------------------------------------- | ---------------------------------------------------------------------- |
|                                                                        | Ludvig Douglas (prot)                                                  | 60                                                                     | -                                                                      |                                                                        |
|                                                                        | Harald Spens (partilös)                                                | 49                                                                     | -                                                                      | Ny                                                                     |
|                                                                        | Greve N. C. Mörner                                                     | 9                                                                      | -                                                                      |                                                                        |
|                                                                        | Godsägare Gunnar Ekelund på Hult                                       | 6                                                                      | -                                                                      |                                                                        |
|                                                                        | Carl Melcher von Feilitzen                                             | 3                                                                      | -                                                                      |                                                                        |
|                                                                        | Blanka röster                                                          | 1                                                                      | -                                                                      |                                                                        |
| Antal giltiga röster                                                   | Antal giltiga röster                                                   | 128                                                                    |                                                                        |                                                                        |
| Kasserade röster                                                       | Kasserade röster                                                       | 0                                                                      |                                                                        |                                                                        |
| Totalt                                                                 | Totalt                                                                 | 128                                                                    |                                                                        |                                                                        |

Valet hölls den 19 september 1899 för Ludvig Douglas och Gustaf Andersson i Kolstads mandat. Valkretsen hade 65 valmän varav 64 deltog i valet.

##### 1901 (första)
| Förstakammarvalet i Sverige 1901: Östergötlands läns valkrets | Förstakammarvalet i Sverige 1901: Östergötlands läns valkrets | Förstakammarvalet i Sverige 1901: Östergötlands läns valkrets | Förstakammarvalet i Sverige 1901: Östergötlands läns valkrets | Förstakammarvalet i Sverige 1901: Östergötlands läns valkrets |
| Kandidat                                                      | Kandidat                                                      | Röster                                                        | Röster                                                        | Röster                                                        |
| Kandidat                                                      | Kandidat                                                      | Antal                                                         | %                                                             | +− %                                                          |
| ------------------------------------------------------------- | ------------------------------------------------------------- | ------------------------------------------------------------- | ------------------------------------------------------------- | ------------------------------------------------------------- |
|                                                               | Gustaf Andersson i Kolstad (prot)                             | 44                                                            | 67,7                                                          | Ny                                                            |
|                                                               | Carl Melcher von Feilitzen                                    | 15                                                            | 23,1                                                          |                                                               |
|                                                               | Greve N. C. Mörner                                            | 2                                                             | 3,1                                                           |                                                               |
|                                                               | Godsägare Gunnar Ekelund på Hult                              | 2                                                             | 3,1                                                           |                                                               |
|                                                               | Blanka röster                                                 | 2                                                             | 3,1                                                           |                                                               |
| Antal giltiga röster                                          | Antal giltiga röster                                          | 65                                                            |                                                               |                                                               |
| Kasserade röster                                              | Kasserade röster                                              | 0                                                             |                                                               |                                                               |
| Totalt                                                        | Totalt                                                        | 65                                                            |                                                               |                                                               |

Valet hölls den 2 april 1901 för mandatet tillhörande Josua Hezekiel Kjellgren, som avlidit den 26 februari 1901. Valkretsen hade 65 valmän och samtliga deltog i valet.

##### 1901 (andra)
| Förstakammarvalet i Sverige 1901: Östergötlands läns valkrets | Förstakammarvalet i Sverige 1901: Östergötlands läns valkrets | Förstakammarvalet i Sverige 1901: Östergötlands läns valkrets | Förstakammarvalet i Sverige 1901: Östergötlands läns valkrets | Förstakammarvalet i Sverige 1901: Östergötlands läns valkrets |
| Kandidat                                                      | Kandidat                                                      | Röster                                                        | Röster                                                        | Röster                                                        |
| Kandidat                                                      | Kandidat                                                      | Antal                                                         | %                                                             | +− %                                                          |
| ------------------------------------------------------------- | ------------------------------------------------------------- | ------------------------------------------------------------- | ------------------------------------------------------------- | ------------------------------------------------------------- |
|                                                               | Carl Rydberg (prot)                                           | 41                                                            | 63,2                                                          | Ny                                                            |
|                                                               | Carl Melcher von Feilitzen                                    | 21                                                            | 32,3                                                          | ▲9,2                                                          |
|                                                               | Godsägare Gunnar Ekelund på Hult                              | 1                                                             | 1,5                                                           | ▼1,6                                                          |
|                                                               | Bruksägare W. Wettergren                                      | 1                                                             | 1,5                                                           |                                                               |
|                                                               | Theodor Adelswärd                                             | 1                                                             | 1,5                                                           |                                                               |
| Antal giltiga röster                                          | Antal giltiga röster                                          | 65                                                            |                                                               |                                                               |
| Kasserade röster                                              | Kasserade röster                                              | 1                                                             |                                                               |                                                               |
| Totalt                                                        | Totalt                                                        | 66                                                            |                                                               |                                                               |

Valet hölls den 17 september 1901 för Ludvig Douglas mandat, som hade avsagt sitt mandat. Valkretsen hade 66 valmän och samtliga deltog i valet.

##### 1902
| Förstakammarvalet i Sverige 1902: Östergötlands läns valkrets | Förstakammarvalet i Sverige 1902: Östergötlands läns valkrets | Förstakammarvalet i Sverige 1902: Östergötlands läns valkrets | Förstakammarvalet i Sverige 1902: Östergötlands läns valkrets | Förstakammarvalet i Sverige 1902: Östergötlands läns valkrets |
| Kandidat                                                      | Kandidat                                                      | Röster                                                        | Röster                                                        | Röster                                                        |
| Kandidat                                                      | Kandidat                                                      | Antal                                                         | %                                                             | +− %                                                          |
| ------------------------------------------------------------- | ------------------------------------------------------------- | ------------------------------------------------------------- | ------------------------------------------------------------- | ------------------------------------------------------------- |
|                                                               | Niklas Fosser (prot)                                          | 58                                                            | 93,6                                                          | ▲16,0                                                         |
|                                                               | Godsägare Gunnar Ekelund på Hult                              | 2                                                             | 3,2                                                           | ▲1,7                                                          |
|                                                               | Övriga kandidater                                             | 2                                                             | 3,2                                                           |                                                               |
| Antal giltiga röster                                          | Antal giltiga röster                                          | 62                                                            |                                                               |                                                               |
| Kasserade röster                                              | Kasserade röster                                              | 4                                                             |                                                               |                                                               |
| Totalt                                                        | Totalt                                                        | 66                                                            |                                                               |                                                               |

Valet hölls den 16 september 1902 för Niklas Fosser mandat, som omvaldes. Valkretsen hade 66 valmän och samtliga deltog i valet.

### Ledamöter i andra kammaren
När andra kammaren inrättades var Östergötland indelat i ett antal valkretsar. Vid andrakammarvalen 1866–1908 bestod landsbygden av Finspånga läns domsagas valkrets, Aska, Dals och Bobergs domsagas valkrets, Björkekinds, Östkinds, Lösings, Bråbo och Memmings domsagas valkrets, Lysings och Göstrings domsagas valkrets, Vifolka, Valkebo och Gullbergs domsagas valkrets, Åkerbo, Bankekinds och Hanekinds domsagas valkrets, Hammarkinds härads, Stegeborgs skärgårds och Skärkinds härads domsagas valkrets samt Kinda och Ydre domsagas valkrets. 
Bland städerna bildade residensstaden en egen valkrets, Linköpings stads valkrets, med ett mandat. Norrköping utgjorde Norrköpings stads valkrets, som hade två mandat vid valen 1866–1887, tre mandat vid valen 1890–1893 och åter två mandat vid valen 1896–1908. Återstående städer bildade tillsammans med Gränna i Jönköpings län en egen valkrets, Vadstena, Söderköpings, Skänninge och Gränna valkrets. Efter att Motala blivit stad 1881 utökades valkretsen till Vadstena, Söderköpings, Skänninge, Motala och Gränna valkrets, och år 1908 inkluderades även Askersunds stad i Örebro län i valkretsen som således bytte namn till Vadstena, Söderköpings, Skänninge, Motala, Gränna och Askersunds valkrets.
Inför andrakammarvalet 1911 slogs valkretsarna samman och länet delades in i tre nya: Östergötlands läns norra valkrets med fyra mandat, Östergötlands läns södra valkrets med fem mandat samt Norrköpings och Linköpings valkrets med tre mandat. (Gränna överfördes till Jönköpings läns östra valkrets och Askersund till Örebro läns södra valkrets.) Från och med andrakammarvalet 1921 förenades slutligen hela länet till en enda valkrets, Östergötlands läns valkrets, med tolv mandat fram till valet 1932 och från och med valet 1936 elva mandat.

#### 1922–1924
- Gustaf Adolf Björkman, lmb
- Theodor af Ekenstam, lmb
- David Pettersson, lmb
- Karl Allan Westman, bf
- Sven Olsson, lib s 1922–1923, fris 1924
- Frans Ericson, s
- Gustav Holmberg, s
- Gustaf Johansson, s
- Gottfrid Karlsson, s
- Carl Knutsson, s
- Carl Sjögren, s
- Karl Ward, s

#### 1925–1928
- Ivar Anderson, lmb
- Gustaf Adolf Björkman, lmb
- Theodor af Ekenstam, lmb
- David Pettersson, lmb
- Karl Allan Westman, bf (1925–1927)
  - Oscar Jonsson, bf (1928)
- Sven Olsson, fris
- Frans Ericson, s
- Gustav Holmberg, s
- Gustaf Johansson, s
- Gottfrid Karlsson, s
- Carl Sjögren, s
- Karl Ward, s

#### 1929–1932
- Ivar Anderson, lmb
- Gustaf Adolf Björkman, lmb
- Sven Hollertz, lmb
- David Pettersson, lmb
- Martin Skoglund, lmb
- Oscar Jonsson, bf
- Sven Olsson, fris
- Frans Ericson, s
- Gustaf Johansson, s (1929–1930)
  - Albert Hermansson, s (1931–1932)
- Gottfrid Karlsson, s
- Carl Sjögren, s
- Karl Ward, s

#### 1933–1936
- Ivar Anderson, lmb 1933–1934, h 1935–1936
- Josef Hagman, lmb 1933–1934, h 1935–1936
- Gösta Jacobsson, lmb 1933–1934, ng 1935–1936
- Martin Skoglund, lmb 1933–1934, h 1935–1936
- Karl Allan Westman, bf
- Sven Olsson, fris 1933–1934, fp 1935–1936
- Frans Ericson, s
- Karl Falk, s
- Sigrid Gillner, s (1933–1935)
  - Bernhard Stark, s (1936)
- Albert Hermansson, s
- Carl Sjögren, s
- Karl Ward, s

#### 1937–1940
- Ivar Anderson, h
- Martin Skoglund, h
- Ivar Johansson, bf
- Karl Allan Westman, bf
- Sven Olsson, fp (1937–1939)
  - Elof Ericsson, fp (1940)
- Frans Ericson, s
- Karl Falk, s
- Albert Hermansson, s
- Carl Hoppe, s
- Elsa Johansson, s
- Karl Ward, s

#### 1941–1944
- Martin Ljungberg, h
- Martin Skoglund, h
- Karl Allan Westman, bf (1941–5/10 1943)
  - Ivar Johansson, bf (1/12 1943–1944)
- Elof Ericsson, fp (1941–1943)
  - Anders Stjärne, fp (1944)
- Rolf Edberg, s
- Karl Falk, s
- Albert Hermansson, s
- Carl Hoppe, s
- Elsa Johansson, s
- Fridolf Thapper, s
- Karl Ward, s

#### 1945–1948
- Martin Ljungberg, h
- Martin Skoglund, h
- Ivar Johansson, bf
- Anders Stjärne, fp
- Karl Falk, s
- Albert Hermansson, s
- Carl Hoppe, s
- Elsa Johansson, s
- Fridolf Thapper, s
- Karl Ward, s
- Harald Johansson, k

#### 1949–1952
- Martin Ljungberg, h (1/1–12/11 1949)
  - Karin Wetterström, h (höstsessionen 1949–1952)
- Martin Skoglund, h
- Ivar Johansson, bf
- Paul Bergstrand, fp (1949–10/11 1952)
  - Britta Holmström, fp (3–31/12 1952)
- Anders Stjärne, fp
- Ingemar Andersson, s
- Carl Hoppe, s
- Elsa Johansson, s
- Sven Persson, s
- Fridolf Thapper, s
- Karl Ward, s

#### 1953–1956
- Martin Skoglund, h
- Karin Wetterström, h
- Ivar Johansson, bf
- Gustav Boija, fp
- Sigvard Rimås, fp
- Ingemar Andersson, s
- Carl Hoppe, s
- Elsa Johansson, s
- Sven Persson, s
- Fridolf Thapper, s
- Karl Ward, s

#### 1957–första riksmötet 1958
- Martin Skoglund, h
- Karin Wetterström, h
- Einar Gustafsson, bf/c
- Gustav Boija, fp
- Sigvard Rimås, fp
- Ingemar Andersson, s
- Astrid Bergegren, s
- Oscar Franzén, s
- Rune Johansson, s
- Sven Persson, s
- Fridolf Thapper, s

#### Andra riksmötet 1958–1960
- Martin Skoglund, h
- Karin Wetterström, h
- Einar Gustafsson, c
- Gustav Boija, fp
- Sigvard Rimås, fp
- Ingemar Andersson, s
- Astrid Bergegren, s
- Oscar Franzén, s
- Rune Johansson, s
- Sven Persson, s
- Fridolf Thapper, s

#### 1961–1964
- Christian von Sydow, h
- Karin Wetterström, h
- David Gomér, c
- Einar Gustafsson, c
- Gustav Boija (1961–1962), fp
  - Sigvard Rimås (1963–1964), fp
- Ingemar Andersson, s
- Astrid Bergegren, s
- Oscar Franzén, s
- Rune Johansson, s
- Sven Persson, s
- Fridolf Thapper, s

#### 1965–1968
- Christian von Sydow, h (1965)
  - Kurt Söderström, h (1966–1968)
- Karin Wetterström, h
- David Gomér, c
- Einar Gustafsson, c
- Sigvard Rimås, fp
- Astrid Bergegren, s
- Oscar Franzén, s
- Lars Henrikson, s
- Rune Johansson, s
- Sven Persson, s
- Fridolf Thapper, s

#### 1969–1970
- Karin Wetterström, m
- Erik Glimnér, c
- Åke Polstam, c
- Gunnar Ericsson, fp
- Sigvard Rimås, fp
- Astrid Bergegren, s
- Oscar Franzén, s
- Lars Henrikson, s
- Rune Johansson, s
- Ingemar Leander, s
- Sven Persson, s